# Phillips (Wisconsin)
Phillips è un comune degli Stati Uniti d'America, situato nello Stato del Wisconsin, nella Contea di Price, della quale è il capoluogo.